# Міжлісся (Березівський район)
Міжлісся (біл. Міжлессе, біл. тарашк. Міжлесьсе, пол. Międzylesie, рос. Междулесье, офіційно рос. Мижлесье) — агромістечко в Білорусі, у Березівському районі Берестейської області. Орган місцевого самоврядування — Міжліська сільська рада.

## Населення
За переписом населення Білорусі 2019 року чисельність населення села становила 507 осіб.